# Maurice Peress
Maurice Peress (* 18. März 1930 in New York City; † 31. Dezember 2017) war ein US-amerikanischer Dirigent und Arrangeur.

## Leben
Peress, der Kornett spielte, studierte bis Musikwissenschaft an der New York University. Ab 1953 leistete er seinen Wehrdienst als Musiker, um daraufhin an der New York University zu lehren; nebenbei studierte er Dirigieren an der Mannes School of Music. 1961 wurde er Assistent von Leonard Bernstein als Dirigent des New York Philharmonic Orchestra. In den folgenden zwanzig Jahren leitete er drei amerikanische Orchester: von 1962 bis 1974 das Sinfonieorchester von Corpus Christi, daneben von 1970 bis 1972 das Sinfonieorchester von Austin und von 1974 bis 1980 das Kansas City Philharmonic Orchestra. Er arbeitete in dieser Zeit mit Musikern wie Yo-Yo Ma und Itzhak Perlman, André Watts und Garrick Ohlsson, Alan Titus und Jessye Norman, dem Modern Jazz Quartet und Jon Faddis’ Carnegie Hall Jazz Band.
1971 dirigierte Peress die Uraufführung von Bernsteins Mass anlässlich der Eröffnung des John F. Kennedy Center for the Performing Arts in Washington, 1981 auch die deutschsprachige Erstaufführung mit dem Orchester der Wiener Staatsoper. Seit 1984 rekonstruierte Peress mehrere historische Konzerte der amerikanischen Musikgeschichte: als erstes das Aeolian Hall Concert von 1924, bei dem Gershwin die Uraufführung seiner Rhapsody in Blue spielte. 1989 führte er in der Carnegie Hall drei historische Konzerte auf: das Clef Club Concert von 1912, das das erste nur von farbigen Musikern bestrittene Konzert in diesem Hause war, George Antheils Ballet Mécanique von 1927 und Duke Ellingtons Black, Brown, and Beige Concert von 1943. Er arrangierte mehrere Werke Ellingtons für Sinfonieorchester und nahm sie mit dem American Composers Orchestra und Gastsolisten wie Frank Wess, Roland Hanna und Ron Carter auf. Auch vollendete er Ellingtons Musiktheaterwerk Queenie Pie.
1996 wurde Peress Erster Gastdirigent des Rundfunksinfonieorchesters von Shanghai. 1997 führte er mit den Brünner Sinfonikern Bedřich Smetanas Mein Vaterland auf; 1999 nahm er mit dem Prager Rundfunkorchester die Musik zum Dokumentarfilm Dvořák in Amerika auf. Im gleichen Jahr gab er mit Jessye Norman und dem Barbican Centre Orchestra in London ein Konzert mit Werken Ellingtons. 2000 leitete er für Rai Uno ein Galakonzert zu Ehren Gershwins.
Daneben arbeitete Peress mit mehreren bedeutenden Orchestern des Fernen Ostens: er dirigierte das Philharmonieorchester von Hongkong (1980), das Chunjo Orchester und das Changjo Orchester in Südkorea (1996) und unternahm mehrere Konzerttourneen durch China (2003–05), bei denen er das Opernorchester von Shanghai, die Chinesische Nationalsinfonie und das Shenzhen Sinfonie Orchester dirigierte.
Seit 1984 unterrichtete Peress Dirigieren an der Aaron Copland School of Music. Sein autobiographisches Buch Dvořák to Duke Ellington A Conductor Explores America's Music and Its African American Roots erschien 2004 bei der Oxford University Press. Zuletzt wirkte er von 2010 bis 2014 als Musikdirektor der New Britain Symphony.